# هارتموت بریزنیک
هارتموت بریزنیک (آلمانی: Hartmut Briesenick; ۱۷ مارس ۱۹۴۹ – ۸ مارس ۲۰۱۳) پرتاب‌گر وزنه اهل آلمان بود.
از افتخارات وی میتوان به کسب مدال برنز در بازی‌های المپیک تابستانی ۱۹۷۲ اشاره کرد.